# San Marcos de Colón
San Marcos de Colón – gmina (municipio) w południowym Hondurasie, w departamencie Choluteca. W 2010 roku zamieszkana była przez ok. 24,8 tys. mieszkańców.

## Położenie
Gmina położona jest we wschodniej części departamentu. Graniczy z Nikaraguą od południa i wschodu oraz 5 gminami:
- Duyure od północy,
- Morolica od północnego zachodu,
- Apacilagua od zachodu,
- El Corpus i Concepción de María od południowego zachodu.

## Demografia
Według danych honduraskiego Narodowego Instytutu Statystycznego na rok 2010 struktura wiekowa i płciowa ludności w gminie przedstawiała się następująco:
| Wiek                | 0–3   | 4–6   | 7–12  | 13–17 | 18–24 | 25–64 | 65+   | razem  |
| San Marcos de Colón | 2 473 | 1 848 | 3 603 | 2 837 | 3 285 | 9 318 | 1 387 | 24 750 |
| Mężczyźni           | 1 212 | 940   | 1 782 | 1 351 | 1 621 | 4 381 | 607   | 11 895 |
| Kobiety             | 1 261 | 908   | 1 821 | 1 486 | 1 664 | 4 936 | 780   | 12 855 |